# چانگ ای ۳
چانگ ای ۳ (به چینی: 嫦娥三号) و (به انگلیسی: Chang'e 3) یک مأموریت بدون سرنشین اکتشاف ماه چینی است که توسط سازمان ملی فضایی چین (CNSA) اداره می‌شود، و متشکل از یک سطح‌نشین رباتیک و نخستین ماه‌نورد چین است. چانگ ای ۳ در دسامبر ۲۰۱۳ به عنوان بخشی از مرحلهٔ دوم برنامه اکتشاف ماه چینی راه‌اندازی شد.مهندس ارشد هوا و فضای این مأموریت مین سینگروی بود.
نام این فضاپیما از الهه ماه در اساطیر چینی 'چانگ ای (Chang'e)، برگرفته شده و این مأموریت پیگیری مأموریت مدارگردهای چانگ ای ۱ و چانگ ای ۲ ماه است. ماه‌نورد به نام توتو (چینی: 玉兔، به معنای: "Jade Rabbit")؛ به دنبال نظرسنجی آنلاین، برگرفته از خرگوش اسطوره‌ای که در ماه به عنوان یک حیوان خانگی الهه ماه زندگی می‌کند، است.
چانگ ای ۳ در تاریخ ۶ دسامبر 2013 به مدار ماه رسید و در روز ۱۴ دسامبر 2013 فرود آمد و تبدیل به نخستین فضاپیما برای فرود نرم در ماه از زمان اتحاد جماهیر شوروی لونا ۲۴ در سال ۱۹۷۶ شد. در تاریخ ۲۸ دسامبر ۲۰۱۵، چانگ ای ۳ یک نوع جدید از سنگ بازالت را کشف کرد که از نظر مادهٔ معدنی سیاه رنگ ایلمنیت غنی است.